# Dendrelaphis caudolineatus
Dendrelaphis caudolineatus is een slang uit de familie toornslangachtigen (Colubridae) en de onderfamilie Ahaetuliinae.

## Naam en indeling
De wetenschappelijke naam van de soort werd voor het eerst voorgesteld door John Edward Gray in 1834. Oorspronkelijk werd de wetenschappelijke naam Ahaetulla caudolineata gebruikt.
De soortaanduiding caudolineatus betekent vrij vertaald 'gestreepte staart'. Er werden vijf verschillende ondersoorten onderscheiden, die echter niet meer worden erkend. Alle ondersoorten worden tegenwoordig als volwaardige soort gezien.

## Verspreiding en habitat
De soort komt voor in delen van Azië en leeft in de landen Maleisië, Thailand, Indonesië en Singapore. De slang kan een maximale lichaamslengte bereiken van ongeveer 180 centimeter maar is bereikt meestal een lengte van ongeveer 140 cm. De soort is meestal in bomen vinden en komt voor zowel in de kustgebieden als op 1500 meter hoogte boven zeeniveau. Ze voeden zich met kleine reptielen en amfibieën.